# Five Nights at Freddy’s (Film)
Five Nights at Freddy’s ist ein US-amerikanischer Horrorfilm von Regisseurin Emma Tammi, der im Verleih von Universal Pictures am 26. Oktober 2023 in die deutschen und einen Tag später in die US-amerikanischen Kinos kam. In Großbritannien erfolgte die Veröffentlichung bereits am 25. Oktober 2023. Es handelt sich um eine Adaption der gleichnamigen Videospiel-Reihe. In den Hauptrollen sind Josh Hutcherson, Elizabeth Lail und Matthew Lillard zu sehen.

## Handlung
Der Nachtwächter Mike Schmidt nimmt einen Job in der verlassenen Pizzeria Freddy Fazbear’s Pizza an, doch nach Mitternacht machen die beweglichen Bühnenfiguren („Animatronics“) dort plötzlich Jagd auf ihn.
Eines Nachts versucht der aktuelle Nachtwächter verzweifelt aus der inzwischen verlassenen Pizzeria Freddy Fazbear's Pizza zu entkommen, wird jedoch gefasst und in einer Vorrichtung fixiert, die ihn qualvoll tötet.
Der in einer Shopping Mall arbeitende Wachmann Mike Schmidt wird später gefeuert, nachdem er einen Familienvater versehentlich für einen Entführer hielt und diesen vor den Augen seines Sohnes verprügelte. Dies veranlasst seine Tante Jane, einen Sorgerechtsstreit um seine kleine Schwester Abby Schmidt zu führen. In Wahrheit ist sie allerdings nur am Geld interessiert, welches an sie ausgezahlt werden würde, sollte man ihr das Sorgerecht zusprechen.
Um sich dieses Problems zu entledigen, besucht Mike den Karriereberater Steve Raglan, der ihm den nun frei gewordenen Job des Nachtwächters in der Pizzeria anbietet. Zunächst zögerlich nimmt Mike den Job schließlich an und beginnt seine erste Schicht, wobei er vom Tag der Entführung seines Bruders Garrett träumt. Im Traum begegnen ihm zudem mehrere Kinder, die aber wieder verschwinden, als er ihnen nachläuft. In der zweiten Nacht durchlebt er diesen Traum erneut, wird nun aber von einem der Kinder mit einem Haken verletzt. Kurz danach trifft die Polizistin Vanessa Shelly ein und versorgt die Wunde. Zudem erklärt sie, dass Freddy’s in den 80er Jahren geschlossen wurde, nachdem mehrere Kinder ermordet worden waren; die Leichen der Kinder wurden jedoch nie gefunden.
Zu Mikes Unwissen trifft sich Abbys Babysitterin Max mit ihrem Bruder Jeff und Jane, welche ihnen daraufhin den Auftrag erteilt, Mikes neuen Arbeitsplatz zu verwüsten, damit er abermals gefeuert wird. Gemeinsam mit zwei Komplizen brechen Max und Jeff ins Freddy’s ein und beginnen den Laden zu verwüsten, wobei sie auch Geld stehlen. Die vier Maskottchen der Pizzeria Freddy Fazbear, Bonnie, Chica und Foxy, sogenannte Animatronics – moderne, mit der Umwelt interagierende Roboter in verschiedenen Tierkostümen – erwachen allerdings zum Leben und töten die Unruhestifter nacheinander. Max wird dabei von einem Geisterkind in ein Hinterzimmer gelockt und von Freddy Fazbear zerteilt.
Mike ist aufgrund der Abwesenheit von Max nun gezwungen, Abby zu seinem neuen Arbeitsplatz mitzunehmen. Dort angekommen trifft Abby auf die Animatronics, die ihr scheinbar wohlgesonnen sind. Mike findet schließlich heraus, dass die vier Maskottchen die Seelen der ermordeten Kinder beherbergen; ein blonder Junge und zudem eines der Kinder aus Mikes Traum erwähnen dabei immer wieder einen „gelben Hasen“. In der vierten Nacht wird Abby unabsichtlich von einem der Animatronics verletzt und Vanessa erfährt von Mike, dass dieser noch immer den Entführer zu identifizieren versucht. Vanessa spricht daraufhin ihm gegenüber die Warnung aus, Abby nicht erneut in die Pizzeria zu bringen.
Den Rat beherzigend bittet Mike Jane auf Abby aufzupassen, während er wieder ins Freddy’s zurückkehrt und den Traum abermals erlebt. Der blonde Junge erklärt Mike daraufhin, er könnte wieder mit Garrett vereint sein, verlangt im Gegenzug dafür aber Abby. Als Mike seinen Fehler zu korrigieren versucht und sich weigert, Abby auszuliefern, verletzen ihn die Kinder schwer. Kurz danach wird er ebenfalls in der Vorrichtung fixiert, in der bereits der vorherige Wachmann starb, allerdings gelingt ihm die Flucht. Parallel ermordet Golden Freddy, eine Variation von Freddy Fazbear, die die Seele des blonden Jungen beherbergt, in Mikes Haus Jane und bringt Abby wieder ins Freddy’s.
In einem Versorgungsdepot der Polizei kommt Mike wieder zu sich und erkennt, dass Vanessa ihn gerettet hat. Zu seiner Verärgerung entpuppt sie sich jedoch als Tochter des Serienmörders William Afton, der für die Kindsmorde verantwortlich war und die Kontrolle über die Animatronics hat. Weiterhin erklärt sie, dass sich nicht die Seelen der Kinder in den Animatronics befinden, sondern ihre Leichen. Um Abby zu retten, begibt sich Mike mit Ausrüstung von Vanessa erneut ins Freddy’s, diese weigert sich jedoch ihn zu begleiten. In der Pizzeria gelingt es Mike und der wider Erwarten doch eingetroffenen Vanessa die Maskottchen zu bezwingen und Abby zu retten.
Plötzlich werden die Animatronics jedoch von Raglan reaktiviert, der im Kostüm Springbonnie erscheint und sich als William Afton zu erkennen gibt. Weiterhin enthüllt er, neben den anderen Kindern auch Garrett ermordet zu haben und versucht nun Mike zu töten. Vanessa, die dabei einschreiten will, wird von ihrem Vater schwer verletzt, ehe Abby den Animatronics ein selbstgezeichnetes Bild überreicht. Diese wenden sich daraufhin gegen ihren Schöpfer, aktivieren einen Mechanismus des Kostüms, der Afton schwer verwundet und ziehen ihn in ein Hinterzimmer. Mike und Abby entkommen bei dem entstehenden Chaos mit Vanessa aus der Pizzeria und bringen sie in ein Krankenhaus, wo sie fortan im Koma liegt.
Mike wiederum behält das Sorgerecht für Abby und kehrt ins normale Leben zurück. Währenddessen beobachtet in der Pizzeria der blonde Junge den inzwischen sichtlich mitgenommenen Afton und schließt die Tür des Zimmers. Während des Abspanns ist zudem eine mysteriöse Stimme zu hören.

## Produktion

### Hintergrund
Bereits im April 2015 erwarb Warner Bros. Entertainment die Rechte an der Videospiel-Reihe und ließ verkünden, dass Roy Lee, Seth Grahame-Smith und David Katzenberg die Adaption produzieren und mit dem Schöpfer Scott Cawthon zusammenarbeiten werden. Im Juli 2015 wurden Gil Kenan und Tyler Burton Smith jeweils mit der Regie und dem Drehbuch betraut. Zwei Jahre später erklärte Kenan jedoch, nicht mehr im Projekt involviert zu sein, als neuer Partner für die Produktion stieß derweil Jason Blum hinzu; das Projekt wanderte damit zu Blumhouse Productions.
Im Februar 2018 wurde Chris Columbus als Ersatz bekannt gegeben, im August selben Jahres erklärte Cawthon, die Geschichte fokussiere sich auf Ereignisse und Gegebenheiten des ersten Teils Five Nights at Freddy’s (2014). Im November 2018 äußerte Cawthon, dass er das bisherige Drehbuch verworfen hatte und an einem neuen arbeite.
Im Oktober 2021 wurde durch Produzent Blum verlautet, dass Columbus nicht mehr beteiligt sei, das Projekt selbst aber noch in aktiver Entwicklung sei.
Ein Jahr später im Oktober 2022 erfolgte die Bekanntgabe von Emma Tammi als Regisseurin, die mit Cawthon und Seth Cuddeback das finale Drehbuch schrieb.

### Besetzung und Dreharbeiten

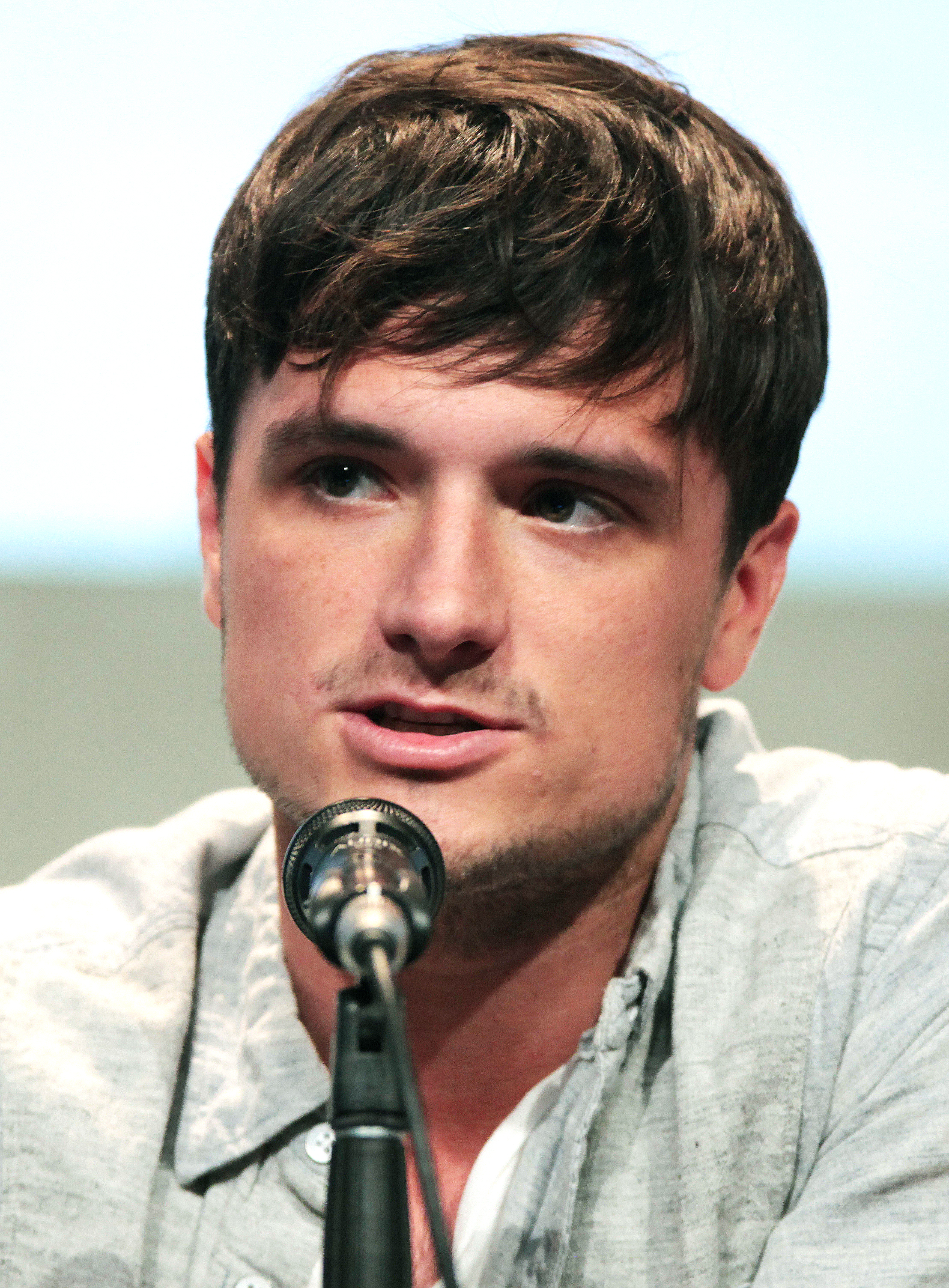
Josh Hutcherson (2015)
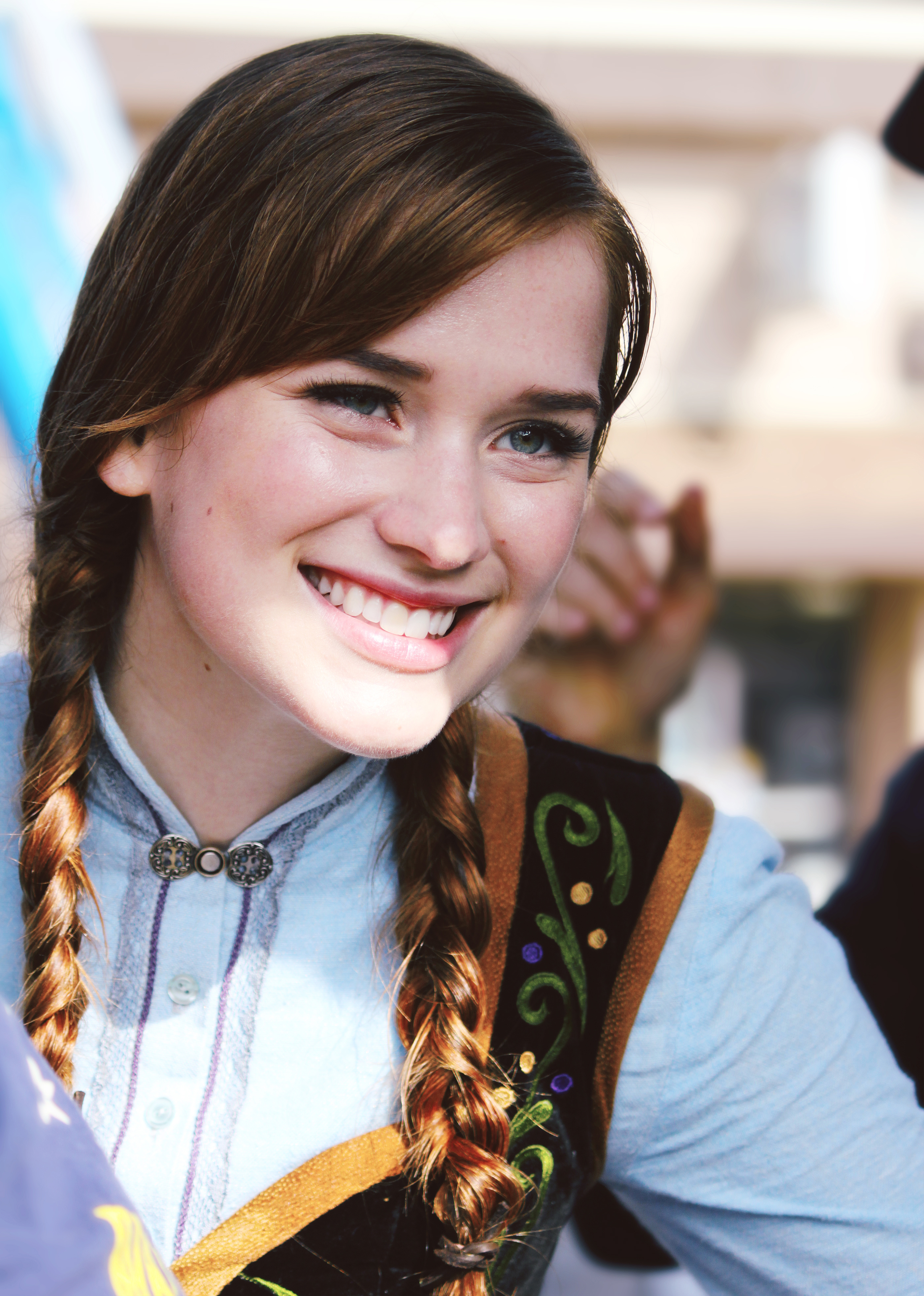
Elizabeth Lail (2014)
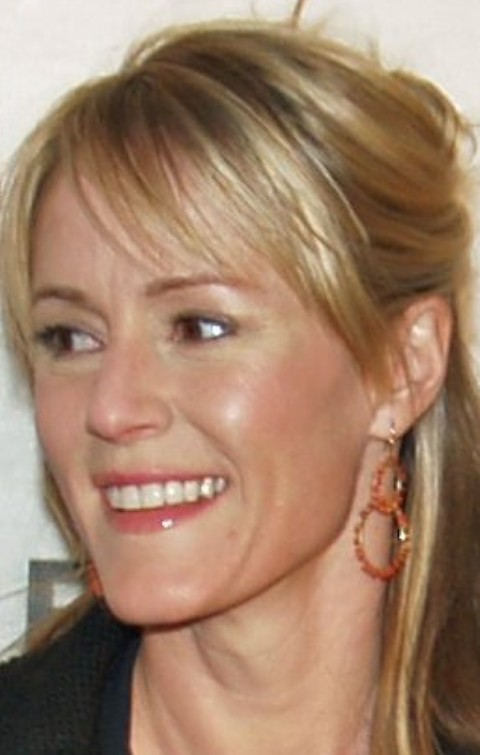
Mary Stuart Masterson (2007)
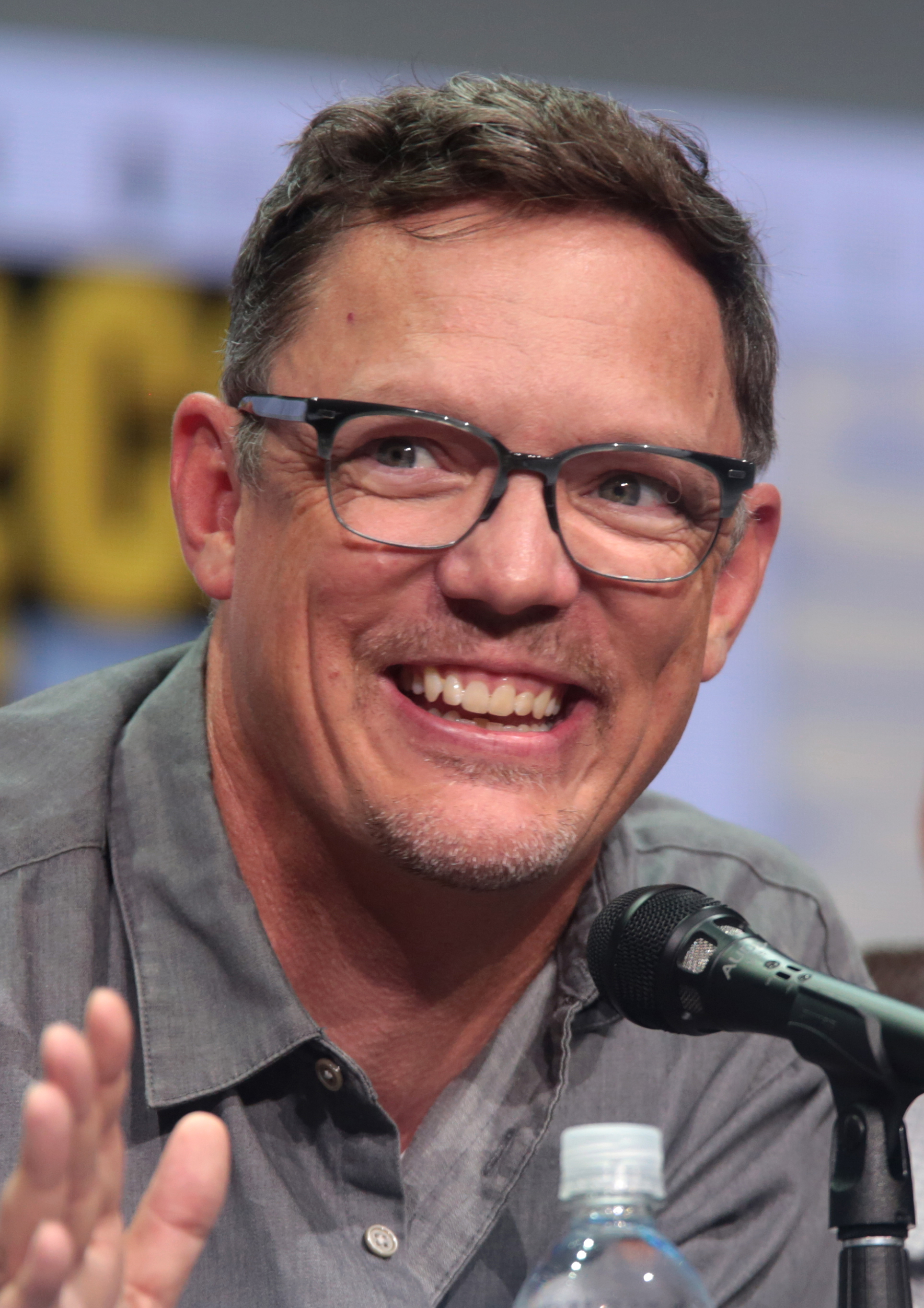
Matthew Lillard (2017)

Als erste Darsteller wurden im Dezember 2022 Josh Hutcherson in der Rolle des Protagonisten Mike Schmidt sowie Matthew Lillard als Steve Raglan / William Afton verpflichtet. Im Februar 2023 sowie im Folgemonat rundeten Mary Stuart Masterson als Tante Jane, Piper Rubio als Abby Schmidt, Kat Conner Sterling als Max, Grant Feely als Geisterkind #1, David Lind als Jeff, Christian Stokes als Hank, Lucas Grant als Garrett Schmidt, Jessica Blackmore als Mike's Mutter, Theodus Crane als Jeremiah und  Elizabeth Lail als Vanessa Shelly die Besetzung ab.
Die Dreharbeiten begannen am 1. Februar 2023 in New Orleans unter dem Arbeitstitel Bad Cupcake und dauerten bis zum 3. April an. Als Kameramann fungierte Lyn Moncrief, den Schnitt übernahmen Andrew Wesman und William Paley. Die Musik zu Five Nights at Freddy’s steuerten The Newton Brothers bei.

### Marketing und Veröffentlichung
Ein erster Teaser Trailer wurde am 17. Mai 2023 veröffentlicht.
Der Kinostart von Five Nights at Freddy’s erfolgte am 27. Oktober 2023 in den US-amerikanischen Kinos und wurde zeitgleich ins Programm des Streamingdienstes Peacock aufgenommen, den Vertrieb übernahm Universal Pictures. In Deutschland startete er einen Tag früher, in Großbritannien erfolgte die Veröffentlichung bereits zwei Tage vorher am 25. Oktober 2023.

## Synchronisation
Die deutschsprachige Synchronisation entstand bei RC Production in Berlin nach einem Dialogbuch von Christian Kähler und unter der Dialogregie von Patrick Baehr.
| Rolle                        | Schauspieler          | Synchronsprecher   |
| ---------------------------- | --------------------- | ------------------ |
| Mike Schmidt                 | Josh Hutcherson       | Ricardo Richter    |
| Officer Vanessa Shelly       | Elizabeth Lail        | Nicole Hannak      |
| Abby Schmidt                 | Piper Rubio           | Victoria Glück     |
| Steve Raglan / William Afton | Matthew Lillard       | Florian Halm       |
| Tante Jane                   | Mary Stuart Masterson | Melanie Pukaß      |
| Max                          | Kat Conner Sterling   | Valentina Bonalana |
| Geisterkind #1               | Grant Feely           | Ludwig Ott         |
| Jeff                         | David Lind            | Julius Jellinek    |
| Hank                         | Christian Stokes      | Sven Riemann       |
| Mike's Mutter                | Jessica Blackmore     | Susanne Geier      |
| Jeremiah                     | Theodus Crane         | Daniel Welbat      |

## Rezeption

### Altersfreigabe
In den USA erhielt Five Nights at Freddy’s ein PG-13-Rating. In Deutschland vergab die FSK die Freigabe ab 16 Jahren, in Österreich vergab die JMK die Freigabe ebenfalls ab 16 Jahren.

### Kritiken
Kritikerstimmen zum Film sind überwiegend negativ. Bei Rotten Tomatoes überzeugte der Film lediglich 30 % der 192 dort gelisteten Kritiker und erhielt eine durchschnittliche Bewertung von 4,6/10 Punkten. Beim Publikum kam er mit einer Zustimmung von 87 % wesentlich besser an. In der Website Metacritic verzeichnet der Film einen Metascore von 33 von 100 Punkten, basierend auf 38 Kritiken. Auch dort schnitt der User Score mit 8 von 10 Punkten besser ab. In der Internet Movie Database wurde der Film mit durchschnittlich 5,5 von 10 Punkten bewertet.
Die deutsche Print-Publikation Neon Zombie hält fest, die Verfilmung sei „ein unterhaltsamer, wenn auch zuweilen unnötig konstruiert wirkender Einstieg in eine Horror-Welt, die sich selber nur eine Regel auferlegt hat: Den Horror jugendfrei zu gestalten, um auch jeden zwölfjährigen Gamer Einlass geben zu können.“

### Einspielergebnis
Zum Startwochenende konnte Five Nights at Freddy’s 130,6 Millionen US-Dollar einnehmen, davon 78 Millionen in den USA und 52,6 Millionen in anderen Ländern. Damit erreichte er das beste Startwochenende eines Horrorfilms im Jahr 2023 und markierte einen neuen Spitzenwert für eine Produktion von Blumhouse, indem er Halloween (2018) von Platz 1 verdrängte. In der Liste der erfolgreichsten Videospielverfilmungen steht Five Nights at Freddy's mit einem Einspielergebnis von über 289 Millionen US-Dollar auf Platz 12 (Stand: 22. Dezember 2023).
Die weltweiten Einnahmen aus Kinovorführungen beliefen sich auf 297,1 Millionen US-Dollar, von denen der Film allein 137,3 Millionen US-Dollar im nordamerikanischen Raum erwirtschaften konnte.
In Deutschland verzeichnete Five Nights at Freddy’s insgesamt 589.290 Kinobesucher, wodurch 5.904.534 Millionen Euro eingespielt wurden.

### Auszeichnungen
Goldene Himbeere 2024
- Nominierung als Schlechteste Nebendarstellerin (Mary Stuart Masterson)

People’s Choice Awards 2024
- Nominierung als Bestes Filmdrama[30]

## Fortsetzung
Spieleentwickler Scott Cawthon verkündete im August 2018, dass eine mögliche Fortsetzung des Films auf der Geschichte des zweiten Videospiels basieren könnte, wenn der erste Film erfolgreich sein würde. Während eines Interviews im Podcast WeeklyMTG gab Matthew Lillard bekannt, dass er bei den Filmstudios für einen Vertrag für drei Filme unterschrieb. Im Januar 2024 erklärte Hauptdarsteller Hutcherson, dass die Fortsetzung in Entwicklung sei, obgleich sich Blumhouse in dieser Sache bedeckt hielt. Im April 2024 wurde die Fortsetzung mit dem Titel Five Nights at Freddy’s 2 offiziell bestätigt, der Starttermin wurde indes auf den 5. Dezember 2025 festgelegt.